# 夜久弘
夜久 弘（やく ひろし、1945年3月1日 - 2015年1月2日）は、日本の漫画編集者、漫画原作者、スポーツライター。ペンネームに但馬弘介。日本文芸社の創業者夜久勉の養子（旧姓：藤原）。

## 来歴
兵庫県朝来郡和田山町（現朝来市）林垣生まれ。1963年兵庫県立八鹿高等学校卒業。
養父が創立した日本文芸社で長年、漫画雜誌の編集者を務める（経営権は相続しなかった）。『漫画ゴラク』編集者時代に『野望の王国』などを担当。『カスタムコミック』の副編集長時代に、つげ義春に作品を依頼し、それが縁で1984年、つげの作品をメインとする漫画雑誌『COMICばく』を創刊、1987年まで編集長を務めた。
『COMICばく』終刊後、退職。自分の趣味だったランニング関連のライターとなり、特にウルトラマラソンで知られるようになる。サロマンブルーメンバー。
市民ランナーとして各地のマラソン大会に出場。2004年、東京都心を記録を気にせず楽しみながら走る「東京夢舞いマラソン」大会事務局を発足、事務局長を務める。2007年から、株式会社ランナーズステーション取締役として、皇居周辺のランナーのためのシャワー施設を運営した。2014年、雜誌『月刊ランナーズ』を発行する「アールビーズ」が主催する「ランナーズ賞」を受賞。2015年1月2日、一年間の闘病生活の末、入院していた病院で死去。

## つげ論争
1980年代には、高野慎三との間で、つげ作品および劇画の評価をめぐって激しい論争があったことを高野が『COMICばく』誌上で明らかにしている。高野はつげ作品には時代を超えた絶対的価値があるとの考えを持っているのに対し、夜久はその絶対的評価の内容を明らかにしないと、独断と偏見を押し付けているとしか見られない。いろいろな作家がいて、いろいろな作品がある、いろいろな読者がいる、つげ作品ばかりを評価せずにそれぞれの良さを評価すべきだ、と反論した。これに対し、高野はつげ作品ほど人間感情の奥行きを大切に取り込んだものはなく、驚き、喜び、哀しみ、嘆き、失意、といった人間のもつ様々な感情を的確に表現しており、それを言葉だけに依拠することなくペンタッチとコマ割りという劇画独自の表現性を包摂することで可能となるが、そういうつげ作品が好きなのではなく、劇画表現はこうあるべきと反論した。

## 著書

### 単著
- 『COMICばくとつげ義春 もうひとつのマンガ史』1989年、福武書店
- 『心優しきジョガーたち』1991年、福武書店（のち、『ラブリーロードー心優しきジョガーたち　改題』東久）
- 『ウルトラマラソンへの道』1992年、ランナーズ社
- 『ウルトラマラソン　完走の幸せ　リタイアの至福』2001年、ランナーズ社
- 『決定版!! 100km・ウルトラマラソン』 2002年、ランナーズ社
- 『メロスたちの夏 : 夜久弘のウルトラマラソン』2008年、ランナーズ社

### 漫画原作（但馬弘介名義）
- 『ルート・ゼロ』松森正画、日本文芸社、1980年
- 『新宿25時』松森正画、双葉社、1987年
- 『微笑天使 ANGEL』松森正画、双葉社、1987年
- 『花森家のひとびと』たなかあさ画、双葉社、1988年
- 『猫又坂探偵物語』たなかあさ画、日本文芸社、1990年